# 马谷田镇
马谷田镇，是中华人民共和国河南省驻马店市泌阳县下辖的一个乡镇级行政单位。

## 行政区划
马谷田镇下辖以下地区：
黄庄村、马谷田村、马道村、庙街村、王冲村、罗店村、茨园村、王庄村、陈庄村、肖岭村、罗桥村、河南村、西陈庄村、小李庄村、陶店村、东高庄村、郭岗村、下河村、孙庄村、堡子村、南岗村和杨楼村。